# أنطونيو تيكسيرا لوبيز
أنطونيو تيكسيرا لوبيز (بالبرتغالية: António Teixeira Lopes) هو نحات برتغالي، ولد في 27 أكتوبر 1866 في São Mamede de Ribatua ‏ في البرتغال، وتوفي في 21 يونيو 1942 في Alijó ‏ في البرتغال.